# Sargovac
Sargovac är ett samhälle i Bosnien och Hercegovina.   Det ligger i entiteten Republika Srpska, i den nordvästra delen av landet, 140 km nordväst om huvudstaden Sarajevo. Sargovac ligger 187 meter över havet och antalet invånare är 3 171.
Terrängen runt Sargovac är kuperad söderut, men norrut är den platt. Runt Sargovac är det ganska tätbefolkat, med 67 invånare per kvadratkilometer.. Närmaste större samhälle är Banja Luka, 6,1 km söder om Sargovac. 
Runt Sargovac är det i huvudsak tätbebyggt.